# Hirsutipes trifasciata
Hirsutipes trifasciata là một loài bướm đêm trong họ Noctuidae.